# 鳥洞信号場
鳥洞信号場（チョドンしんごうじょう）または鳥洞駅（チョドンえき）は、大韓民国江原特別自治道旌善郡新東邑芳堤里にある韓国鉄道公社の駅である。

## 利用可能な路線
- 韓国鉄道公社
  - 太白線
  - 咸白線 (終点)

## 歴史
- 1977年3月1日：開業。

## 隣の駅
韓国鉄道公社
太白線
礼美駅 - 鳥洞信号場 - (紫味院信号場) - ミンドゥンサン駅
咸白線
礼美駅 - (咸白駅) - 鳥洞信号場